# FK Garliava
Futbolo klubas Garliava er en litauisk fodboldklub fra Garliava. Klubben har hjemmebane på Stadion i skole i Adomas Mickus (kapacitet 500).

## Historie
Klubben blev stiftet i 2008. For nylig (2022–) spillet i Pirma lyga.

## Titler

### Nationalt
- Pirma lyga (D2)
  - Vindere (0):

- Antra lyga (D3)
  - 4. plads (1): 2021.

## Historiske slutplaceringer
| Sæson | Niveau | Liga                 | Placering | @           | Notering             |
| ----- | ------ | -------------------- | --------- | ----------- | -------------------- |
| 2017  | 4.     | Trečia lyga (Kaunas) | 7.        |             |                      |
|       |        |                      |           |             |                      |
| 2021  | 3.     | Antra lyga           | 4.        | [ 1 ] [ 2 ] | till 2022 Pirma lyga |
|       |        |                      |           |             |                      |
| 2022  | 2.     | Pirma lyga           | 12.       | [ 3 ]       |                      |
| 2023  | 2.     | Pirma lyga           | 8.        | [ 4 ]       |                      |
| 2024  | 2.     | Pirma lyga           | 15.       | [ 5 ]       |                      |

## Klub farver
| GARLIAVA | GARLIAVA |

| GARLIAVA | GARLIAVA |

| GARLIAVA | GARLIAVA |

## Bane farver
| 2021-11-02 | 2021 | 2021 | 2021 |

## Nuværende trup
Oversigten er opdateret til og med 17. maj 2022
| Nr. | Land     | Position | Spiller               |
| --- | -------- | -------- | --------------------- |
| 1   | Litauen  | MM       | Gintas Malyj          |
| 4   | Litauen  |          | Ignas Ambrazevičius   |
| 7   | Litauen  |          | Vilius Giedraitis     |
| 8   | Litauen  |          | Elvinas Navickas      |
| 9   | Litauen  |          | Lukas Sipavičius      |
| 11  | Litauen  |          | Deividas Arlauskas    |
| 14  | Litauen  |          | Karolis Gaižaitis     |
| 17  | Litauen  |          | Benas Olencevičius    |
| 18  | Litauen  |          | Lukas Pangonis (kap.) |
| 19  | Litauen  |          | Rimvydas Karsokas     |
| 20  | Litauen  |          | Ignas Miliūnas        |
| 21  | Cameroun |          | Alex Minang           |

| Nr. | Land         | Position | Spiller            |
| --- | ------------ | -------- | ------------------ |
| 22  | Litauen      |          | Tanas Petukauskas  |
| 24  | Litauen      |          | Joris Ribikauskas  |
| 25  | Litauen      |          | Neidas Antanaitis  |
| 26  | Litauen      | MM       | Antanas Simokaitis |
| 31  | Hviderusland |          | Tsimafei Muraška   |
| 41  | Litauen      |          | Titas Pranauskas   |
| 77  | Litauen      |          | Ugnius Montvilas   |
|     | Litauen      | AN       | Evaldas Kugys      |
|     | Litauen      | FO       | Tomas Rakašius     |
|     | Litauen      |          | Domantas Vitkus    |

## Trænere
- Gintautas Vaičiūnas, 2021.[7]
- Vitalijus Stankevičius, siden 2022.[8]
- Marius Bezykornovas, siden august 2024